# Die Fliege 2
Die Fliege 2 ist ein US-amerikanischer Horrorfilm aus dem Jahr 1989 und die Fortsetzung des Films Die Fliege von David Cronenberg, der auf der Kurzgeschichte Die Fliege von George Langelaan basiert. Regie führte Chris Walas. Der Film startete am 25. Mai 1989 in den deutschen Kinos.

## Handlung
Im Labor der Firma Bartok Inc. kommt Martin Brundle, der Sohn von Seth Brundle (Vorgeschichte siehe Die Fliege), zur Welt. Seine Mutter Veronica Quaife stirbt bei der Geburt. Martin entwickelt sich extrem schnell und verfügt über eine enorme Intelligenz, doch er leidet unter den gefängnisähnlichen Bedingungen seiner Zwangsisolation.
Die Firma Bartok hat früher Martins Vater Seth bei dessen Experimenten über die Teleportation unterstützt und versucht bislang erfolglos, die dafür entwickelte Technologie zu perfektionieren. Bei seinen nächtlichen Streifzügen durch das Labor freundet sich Martin mit einem Versuchshund an und muss später mit ansehen, wie dieser Hund bei einem Fehlversuch in ein deformiertes Monster verwandelt wird. Mit fünf Jahren ist Martin ein ausgewachsener Mann und arbeitet für Bartok. Er entdeckt seinen Hang zum weiblichen Geschlecht in Form seiner Kollegin Beth Logan. Zusammen vollenden sie das Werk von Martins Vater und machen den Teleporter funktionstüchtig.
Mit der Zeit beginnt Martin sich zu verändern und beim Durchstöbern alter Videoaufzeichnungen erfährt er vom Schicksal seines Vaters, der sich durch Verschmelzung mit einer Fliege in eine neue Lebensform verwandelt hat. Dieses Schicksal wartet auch auf Martin. Er entwickelt zwar eine Heilungsmethode, doch muss er dabei mit einem gesunden Organismus verschmelzen, welcher dann seinerseits den Gendefekt von Martin übernimmt.
Als Martin dem wahren Grund seines Aufenthaltes bei Bartok auf die Spur kommt (man will mit seiner mutierten Lebensform Geld verdienen), flieht er mit Beth. Als Martin sich jedoch verpuppt, gibt Beth den Aufenthaltsort der beiden an den Firmenchef Anton Bartok durch. Im Labor erlebt Martin dann seine zweite Geburt, und als monströser Fliege-Mensch-Zwitter rächt er sich an seinen Peinigern, die ihn zeit seines Lebens gequält haben. Im Showdown des Films gelingt ihm die Genverschmelzung mit Anton Bartok persönlich und Martin ist geheilt.

## Hintergrundinformation
- Jeff Goldblum übernahm wie in Teil 1 die Rolle des Seth Brundle. Da er in Die Fliege erschossen wurde, sieht man ihn in Teil 2 nur auf Videobändern, auf denen er über seine Forschung spricht.
- Regisseur Chris Walas machte sich als Maskenbildner der Filme Gremlins – Kleine Monster, Enemy Mine und Arachnophobia einen Namen. Für seine Arbeit an Die Fliege bekam er 1986 einen Oscar.
- Der Film wurde wie der erste Film von Mel Brooks’ Produktionsfirma Brooksfilms produziert.
- Daphne Zuniga arbeitete schon als Prinzessin Vespa in Mel Brooks’ Spaceballs mit Mel Brooks zusammen.[2]
- Eric Stoltz übernahm die Rolle des Martin Brundle erst nach einigen Drehbuchänderungen. Vorher war Vincent D’Onofrio in der engeren Auswahl für die Rolle.[2]
- Da sie keine Möglichkeit sah, die Rolle der Veronica Quaife weiterzuentwickeln, lehnte Geena Davis das Angebot ab, in der Eröffnungssequenz von Die Fliege 2 mitzuspielen. Saffron Henderson bekam die Rolle wegen ihrer Ähnlichkeit zu Geena Davis.[2]
- Der Film erhielt in Deutschland von der FSK ursprünglich eine Altersfreigabe ab 18 Jahren und wurde indiziert. Daher wurde eine um rund zwei Minuten gekürzte Fassung angefertigt, die eine Freigabe ab 16 Jahren erhielt und auch im Free-TV gezeigt werden durfte.[3] Am 31. Mai 2003 wurde der Film vom Index gestrichen; im August 2011 erhielt die ungekürzte Fassung nach einer Neuprüfung eine Freigabe ab 16 Jahren.[4] Seit der Novelle des Jugendschutzgesetzes im Jahr 2003 schützt eine Altersfreigabe den Film vor einer erneuten Indizierung.

## Kritiken
“A case of ’like father, like son‘ too bad director Walas isn’t like David Cronenberg (…) Alternately dull and messy but mostly dull (…).”

„Ein Fall von ‚Wie der Vater, so der Sohn‘; dumm nur, dass Regisseur Walas nicht wie David Cronenberg ist. (…) Abwechselnd stumpfsinnig und schlampig, aber hauptsächlich stumpfsinnig (…).“

„Fortsetzung eines Horror-Hits, die dramaturgisch auf schlichte Gut-Böse-Konflikte setzt und mit überbetonten Ekel-Szenen vergeblich Spannung erzeugen will. Selbst für Genre-Freunde eine Enttäuschung.“